# 오미야촌 (니가타현)
오미야촌(大宮村)은 니가타현 기타칸바라군에 설치되었던 촌이다.